# Bezoekerscentrum Voerstreek

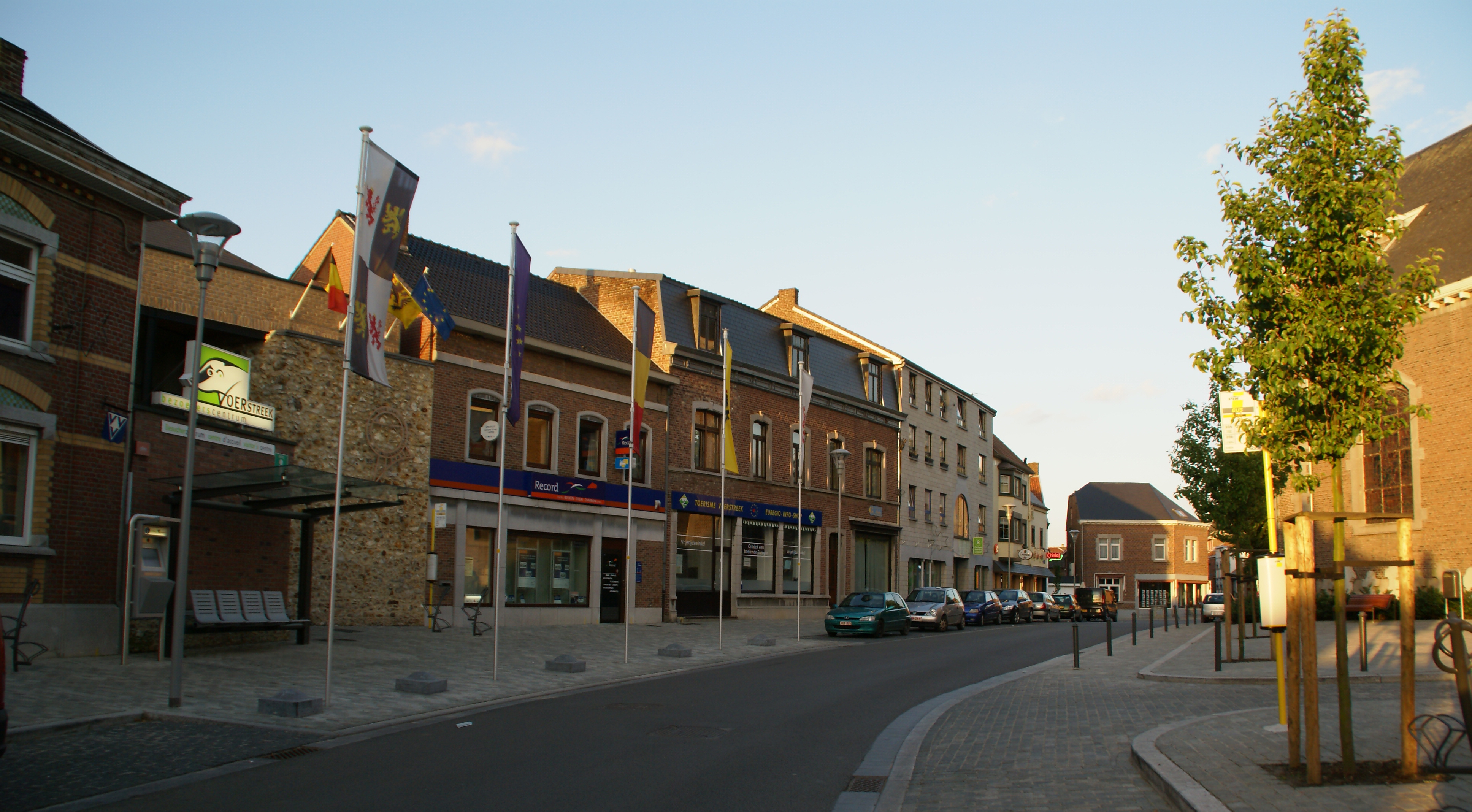
Het bezoekerscentrum Voerstreek in silex achter het bushokje

Het Bezoekerscentrum Voerstreek is een permanente tentoonstelling over de Voerstreek, gelegen aan Pley 13 te 's-Gravenvoeren.
Naast het verstrekken van toeristische informatie en de verkoop van streekproducten is er een vaste tentoonstelling over allerlei aspecten van de Voerstreek. Dit betreft flora en fauna waaronder de das, de geschiedenis en de historische monumenten, en een cartografisch georiënteerde tentoonstelling, inclusief de archeologie en geologie van de Voerstreek.
Het bezoekerscentrum bevindt zich in een modern gebouw, waarbij in de muren silex is verwerkt, zoals dat in de streek gewonnen en benut werd voor de woningbouw.